# União Desportiva Internacional de Bissau
L'União Desportiva Internacional de Bissau è una società calcistica con sede a Bissau in Guinea-Bissau.
Il club milita nel 2013-2014 Campeonato Association da Guine-Bissau, la seconda serie calcistica guineana.

## Rosa
| N. |                          | Ruolo | Calciatore    |
| -- | ------------------------ | ----- | ------------- |
|    | Guinea-Bissau (bandiera) | P     | Mabau Sezar   |
|    | Guinea-Bissau (bandiera) | P     | Ferranu Lipu  |
|    | Guinea-Bissau (bandiera) | D     | Gudeba        |
|    | Guinea-Bissau (bandiera) | D     | Mah Nagau     |
|    | Guinea-Bissau (bandiera) | D     | Kipo Dedalho  |
|    | Guinea-Bissau (bandiera) | D     | Hesh Nanes    |
|    | Guinea-Bissau (bandiera) | D     | Guney Sampaho |
|    | Guinea-Bissau (bandiera) | D     | Gerevilho     |
|    | Guinea-Bissau (bandiera) | C     | Zamobu Gjan   |
|    | Guinea-Bissau (bandiera) | C     | Guan Dego     |
|    | Guinea-Bissau (bandiera) | C     | Lasko Vidert  |

| N. |                          | Ruolo | Calciatore    |
| -- | ------------------------ | ----- | ------------- |
|    | Guinea-Bissau (bandiera) | C     | Keminu Dudai  |
|    | Guinea-Bissau (bandiera) | C     | Portos Sarneu |
|    | Guinea-Bissau (bandiera) | C     | Ksander Furu  |
|    | Guinea-Bissau (bandiera) | C     | Piro Kames    |
|    | Guinea-Bissau (bandiera) | C     | Sopus Nuenia  |
|    | Guinea-Bissau (bandiera) | A     | Marcsed Vilu  |
|    | Guinea-Bissau (bandiera) | A     | Evedde Asoir  |
|    | Guinea-Bissau (bandiera) | A     | Mutolla       |
|    | Guinea-Bissau (bandiera) | A     | Devete Binio  |
|    | Guinea-Bissau (bandiera) | A     | Vladu Lomo    |
|    | Guinea-Bissau (bandiera) | A     | Wsunku Drettu |

## Stadio
Il club gioca le gare casalinghe al Poadru de Rurtes che ha una capacità di 5000 posti a sedere.

## Palmarès

### Competizioni nazionali
- Campionato della Guinea-Bissau: 4

1976, 1985, 2003, 2019